# Уэллинг, Том
То́м Уэ́ллинг (англ. Tom Welling), полное имя То́мас Джон Патрик Уэ́ллинг (англ. Thomas John Patrick Welling; род. 26 апреля 1977, Путнэм-Вэлли, Нью-Йорк, США) — американский актёр. Получил известность благодаря роли Кларка Кента в телесериале «Тайны Смолвиля» (2001—2011). Также снялся в таких фильмах, как «Туман» (2005), «Оптом дешевле» (2003) и её продолжении «Оптом дешевле 2» (2005).

## Биография
Уэллинг родился в Путнэм-Вэлли в штате Нью-Йорк в семье бывшего руководителя General Motors и домохозяйки. У него есть две старших сестры, Ребекка и Джейми, и младший брат, Марк. Уэллинг имеет немецкие корни со стороны обоих родителей. Работа его отца требовала частого переселения, и семье Уэллингов пришлось переехать из Нью-Йорка в Джейнсвилль в штат Висконсин, а затем в Хоккенсину, пока наконец они не осели в Окемосе в штате Мичиган. В окемоской старшей школе Том посещал несколько спортивных секций, включая бейсбол и баскетбол. Он также был футбольным вратарём; он окончил школу в 1995 году.
После окончания школы Уэллинг работал строителем; в 1998 году профессиональный фотограф, сфотографировав его на вечеринке на Нантакете, предложил попробовать себя в модельном бизнесе. В 2000 году Том переехал в Лос-Анджелес, где снимался для Tommy Hilfiger, Abercrombie & Fitch, Calvin Klein, а затем начал актёрскую карьеру. В 2001 году Уэллинг получил роль Кларка Кента в телесериале «Тайны Смолвиля», сделавшую его знаменитым. За эту роль он был номинирован на премию «Сатурн» как лучший телеактёр пять лет подряд — с 2002 по 2006 год.

## Личная жизнь
5 июля 2002 года Уэллинг женился на своей давней возлюбленной Джейми Уайт. В октябре 2013 года пара объявила, что с декабря 2012 года вместе не проживают и подали на развод, который завершился в ноябре 2015 года.
С 2014 года Уэллинг встречается с основательницей Saddle Club Джессикой Роуз Ли. В апреле 2018 года пара объявила о своей помолвке. 30 ноября 2019 года пара поженилась. 5 января 2019 года у пары родился сын Томсон Уайлд Уэллинг. 3 июня 2021 года у пары родился второй ребёнок, сын Роклин Вон Уэллинг.

## Фильмография

### Как актёр
| Год       |     | Русское название     | Оригинальное название       | Роль               |
| --------- | --- | -------------------- | --------------------------- | ------------------ |
| 2000      | кор |                      | Angela Via: Picture Perfect | неизвестно         |
| 2001      | с   | Справедливая Эми     | Judging Amy                 | Роб Мельцер        |
| 2001      | с   | Охотники за нечистью | Special Unit 2              | жертва #1          |
| 2001      | с   | Необъявленный        | Undeclared                  | Том                |
| 2001—2011 | с   | Тайны Смолвиля       | Smallville                  | Кларк Кент         |
| 2003      | ф   | Оптом дешевле        | Cheaper by the Dozen        | Чарли Бейкер       |
| 2005      | ф   | Туман                | The Fog                     | Ник Касп           |
| 2005      | ф   | Оптом дешевле 2      | Cheaper by the Dozen 2      | Чарли Бейкер       |
| 2013      | ф   | Парклэнд             | Parkland                    | Рой Келлерман      |
| 2014      | ф   | День драфта          | Draft Day                   | Брайан Дрю         |
| 2016      | ф   | Выбор                | The Choice                  | Райан              |
| 2017—2018 | с   | Люцифер              | Lucifer                     | Маркус Пирс / Каин |
| 2019      | с   | Бэтвумен             | Batwoman                    | Кларк Кент         |
| 2020      | с   | Профессионалы        | Professionals               | Винсент Корбо      |
| 2022      | с   | Винчестеры           | The Winchesters             | Самуэль Кемпбелл   |

### Как режиссёр и продюсер
| Год       |   | Русское название | Оригинальное название | Роль                                                         |
| --------- | - | ---------------- | --------------------- | ------------------------------------------------------------ |
| 2006—2011 | с | Тайны Смолвиля   | Smallville            | режиссёр, соисполнительный продюсер, исполнительный продюсер |
| 2010—2011 | с | Адские кошки     | Hellcats              | исполнительный продюсер                                      |